# 石黒武
石黒 武（いしぐろ たけし、1957年1月15日 - ）は、日本の実業家。元大同特殊鋼代表取締役社長。名古屋市出身。

## 来歴
1980年に慶應義塾大学法学部を卒業後、大同特殊鋼株式会社に入社。2002年に鋼材事業部販売第一部長。2004年に鋼材事業部鋼材販売部長。2006年に鋼材事業部鋼材企画管理部長。2008年に経営企画部長。2009年に取締役経営企画部長。2012年に取締役。2012年に常務取締役。2013年に常務取締役特殊鋼製品本部長兼特殊鋼棒線事業部長。2014年に代表取締役副社長。2016年より代表取締役社長執行役員。2017年より特殊鋼俱楽部会長。2023年に代表取締役会長。